# Dadong
Dadong (en chino simplificado, 大东区; pinyin, Dàdōng qū lit: 'la gran oriente') es un distrito urbano bajo la administración directa de la subprovincia de Shenyang. Se ubica en la provincia de Liaoning, noreste de la República Popular China. Su área es de 100 km² y su población total para 2010 superó los 600 mil habitantes.

## Administración
El distrito de Dadong se divide en 10 pueblos que se administran en subdistritos.